# Chrein
Chrein is een pittige pasta gemaakt van geraspte mierikswortel. Het is een veel voorkomende smaakmaker voor vlees- en visgerechten in de Oost- en Midden-Europese en Asjkenazisch-Joodse keukens. Het woord chrein komt van het Jiddische כריין, dat op zijn beurt een leenwoord is uit Slavische talen. In Hongarije heet het torma.
Er zijn twee veel voorkomende vormen van chrein. Witte chrein bestaat uit geraspte mierikswortel met azijn en soms suiker en zout, terwijl aan rode chrein rode biet is toegevoegd. Deze soorten chrein onderscheiden zich van andere op mierikswortel gebaseerde specerijen doordat ze volgens de Joodse spijswet parwe (neutraal) zijn (geen zuivel bevatten), waardoor ze bij zowel vlees- als zuivelmaaltijden mogen worden gegeten. Daarentegen bevatten veel Centraal-Europese variëteiten room, terwijl volgens sommige Russische recepten chrein wordt gemaakt met smetana (zure room). Er zijn ook variëteiten met appel, bosbessen, cranberry's en sinaasappel.
Het gebruik van chrein in de Oost- en Midden-Europese keukens en Joodse gemeenschappen is voor het eerst beschreven in de twaalfde eeuw. Hoewel er verschillende toepassingen zijn, wordt chrein meestal geassocieerd met gefilte fisj, waarvoor het als een essentiële smaakmaker wordt beschouwd. In de Oost- en Midden-Europese keukens wordt het niet alleen gebruikt bij visgerechten, maar ook bij vlees- en viszakoeski, zoals aspic en rundertong.

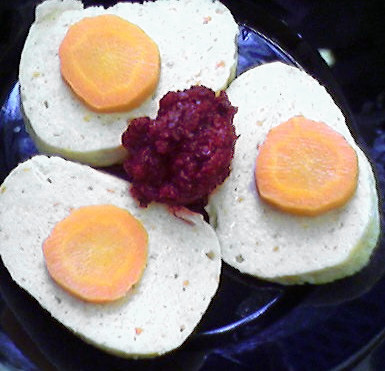
Gefilte fisj met rode chrein
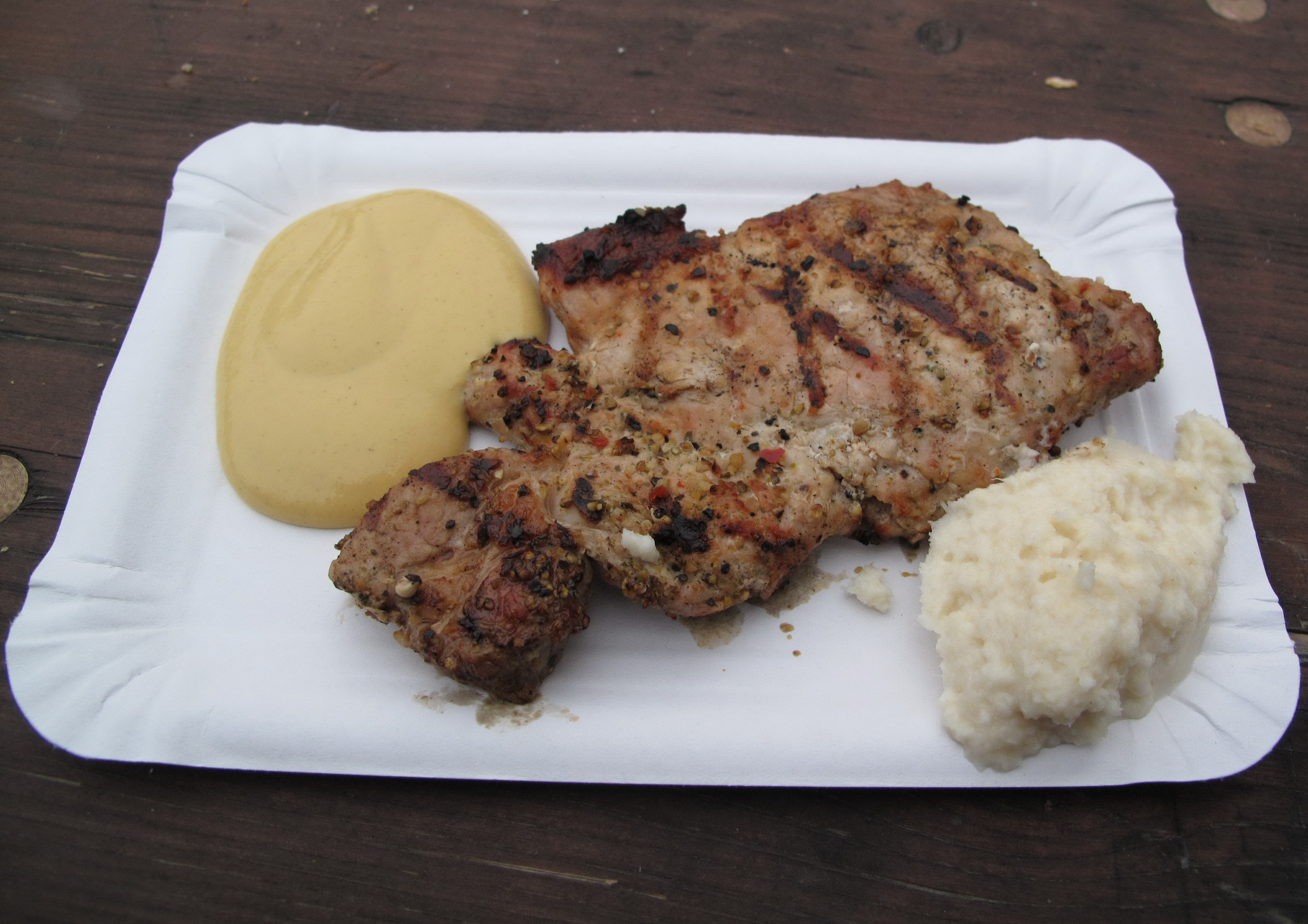
Vlees met mosterd (links) en witte chrein (rechts)